# Ли Юаньхун
Ли Юаньху́н (кит. упр. 黎元洪, пиньинь Lí Yuánhóng) (19 октября 1864, Хуанпи, провинция Хубэй, Империя Цин — 3 июня 1928, Тяньцзинь, Китайская Республика) — китайский генерал и государственный деятель во времена империи Цин и республиканского периода. Дважды становился президентом Китайской республики (1916—1917 и 1922—1923).

## Биография
Родился в семье ветерана восстания тайпинов по имени Ли Чаосян. 
В 1889 г. окончил Тяньцзиньскую военно-морскую академию. После окончания был назначен 2-м механиком на крейсер Гуандунской флотилии «Гуанцзя», прикомандированный весной 1894 года к Бэйянской эскадре. Во время Первой Японо-китайская войны участвовал в битве в устье реки Ялу 17 сентября 1894 года. При обороне Вэйхайвэя 30 января — 12 февраля 1895 года находился на броненосце «Динъюань», при взрыве корабля 9 февраля 1895 года был сброшен взрывной волной за борт, но спасен.
После окончания войны уволен из рядов флота. После того, как в 1900-х годах правительство стало укреплять вооруженные силы, пытаясь повысить свой авторитет, ряд уволенных офицеров был восстановлен на службе. Пользуясь покровительством Чжан Чжидуна Ли Юаньхун был вновь приглашен на службу и отправлен на учёбу в Японию.
С 1906 года был назначен командиром 21-й смешанной бригады. Во время Учанского восстания 11 октября 1911 года был вынужден стать главой военно-революционного правительства провинции Хубэй (было распространено мнение, что его вытащили из под кровати и под дулом пистолета заставили стать временным военным губернатором). 
В период с 3 января 1912 по 6 июня 1916 года был вице-президентом при правительствах доктора Сунь Ятсена и Юань Шикая. В 1913 году он объединил республиканцев с Демократической партией Лян Цичао, чтобы сформировать Прогрессивную партию, которая стала главной соперницей националистов из Гоминьдана. Поддерживал Юань Шикая в борьбе против Сунь Ятсена во время Второй революции, чем вызвал неприязнь со стороны его бывших товарищей. Однако после победы Юаня он стал восприниматься как потенциальная угроза и был отправлен в Пекин. Тем не менее, Юань женил своего сына на дочери Ли, чтобы укрепить их связи. Сохраняя свой пост вице-президента, он был отстранен от реальной власти. После того как в 1916 году Юань провозгласил себя императором Ли отказался от аристократического титула принца и оставался в монархический период до самой смерти Юаня в добровольной изоляции в своей резиденции.
С июня 1916 по июль 1917 года он первый раз находился на должности президента Китайской республики. Фактически этот пост вынудили его занять военные, поскольку он пользовался доверием среди восставших южных провинций. Однако реальная власть принадлежала Дуань Цижую. Поскольку Дуань настаивал на вступлении Китая в Первую мировую войну, а Ли был против, то их отношения обострились. К тому же Ли был не согласен с решением о разрыве отношений с Германией. Ли вынудил Дуаня уйти в отставку в мае 1917 года, когда были вскрыты обстоятельства получения премьер-министром секретных тайных займов из Японии. В дальнейшем оба политика вынуждены были прибегнуть к помощи военных. По требованию своего союзника генерала Чжан Сюня Ли распустил парламент, однако тот затем неожиданно оккупировал Пекин и в течение месяца (с июня по июль) удерживал президента под домашним арестом. После попытки реставрации монархии Ли, который был отпущен в японскую миссию, обратился за помощью в спасении республики к Дуаню, который сверг Чжана в течение двух недель и восстановил республику. Под гнетущим воздействием этих событий Ли ушел в отставку и переехал в Тяньцзинь на пенсию.
С июня 1922 год по июнь 1923 года вновь занимал пост президента Китайской Республики. Это произошло после того, как Цао Кунь сместил президента Сюй Шичана. Он пользовался поддержкой всех политических сил и надеялся воссоединить страну. Он вновь распустил парламент и сформировал так называемый «Кабинет способных людей», состоящий из авторитетных экспертов. Вскоре Цао сам проявил президентские амбиции и организовал забастовки, чтобы заставить Ли уйти с поста главы государства, вскоре он попытался через вновь собранных депутатов Национальной ассамблеи организовать импичмент. Когда Ли покидал столицу, он попытался забрать с собой президентскую печать, но был задержан. Покинул Китай и уехал в Японию для лечения, вернулся в Тяньцзинь в 1923 году, занимал пост председателя правления угольной компании «Чжунсин».
Могила политика находится в Ухане на территории кампуса Классического Университета Центрального Китая.

## Семья
Был женат на У Цзинцзюнь (1870—1930) и имел четверых детей.